# Хмароподібне біляче хутро
Хмароподібне біляче хутро — у геральдиці особливої форми тинктури біляче хутро.
Хмароподібне біляче хутро зображується так: на гербі або полі фігура, що складається з кількох широких хмар. Вільні області в кожному рядку неминуче призводять до утворення хмари з іншою тинктурою. Візерунок повторюється в наступному ряду. У серії використовується максимум дві тинктури. Кольори блакитного та білого кольору в основному використовуються, тому що вони вважаються різновидом шолома. У простому хмароподібному білячому хутрі напрямок кольорових хмар спрямований до глави щита.
Ця формамає варіації. Штормова деформація хмари, деформація зустрічної хмари, змінна деформація хмари та деформація хмарного полюса — це інші поширені настойки. Подвійний дефект хмарності також є різновидом хутра.

## Приклади

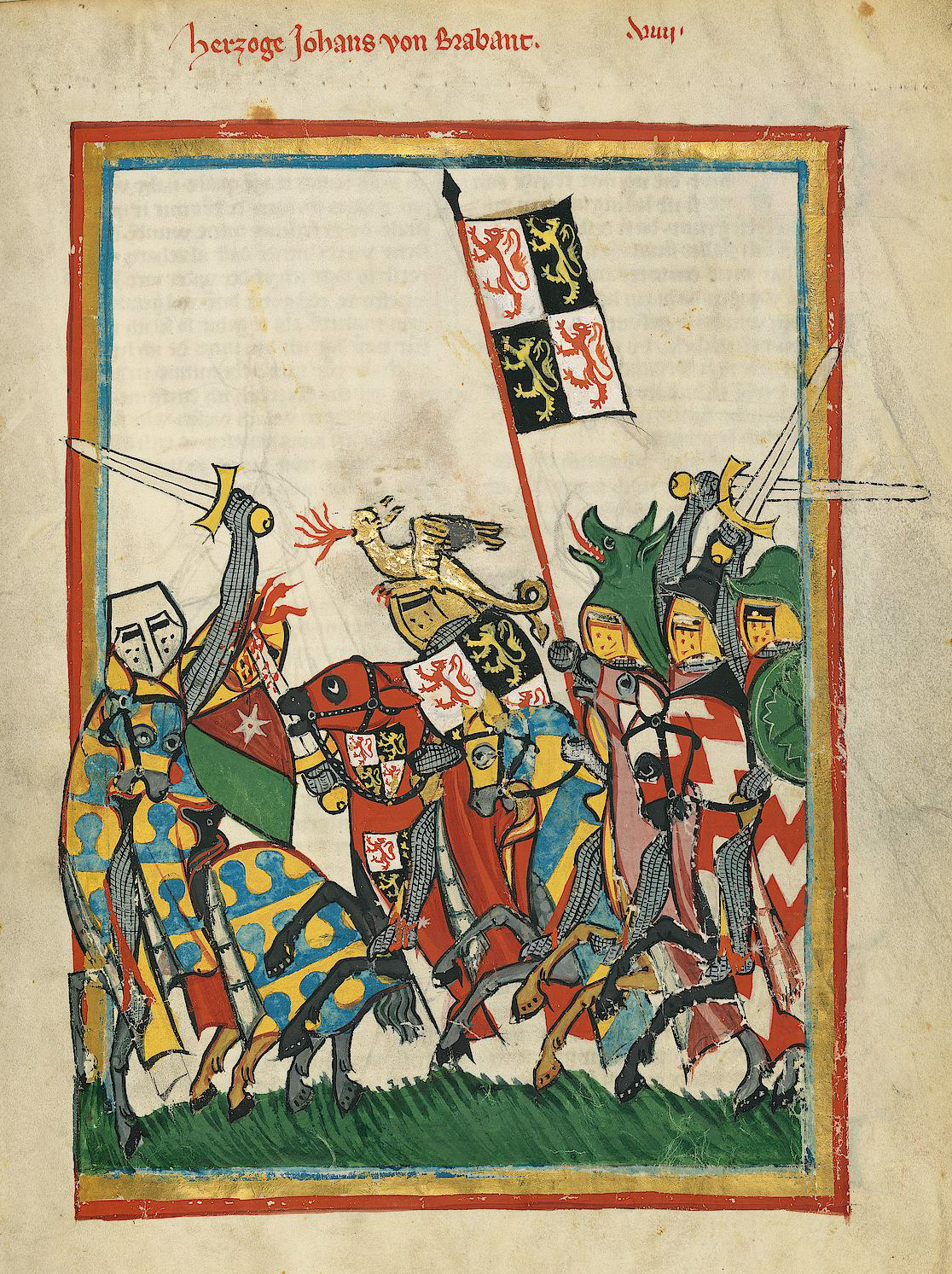
Лицар на коні з вальтрапом, що забарвлений у хмароподібне біляче хутро (ліворуч, Манесський кодекс, XVI століття)
Герб Тюринген (Австрія)
Хмароподібне біляче хутро
Однорядне хмарне хутро, розділене на срібло і блакить - Падберг
Однорядне хмарне хутро, розділене на срібло і чернь - Кастріш
Щит облямований золотою і синьою хмарною облямівкою
Два ряди хмарнного хутра у главі щита
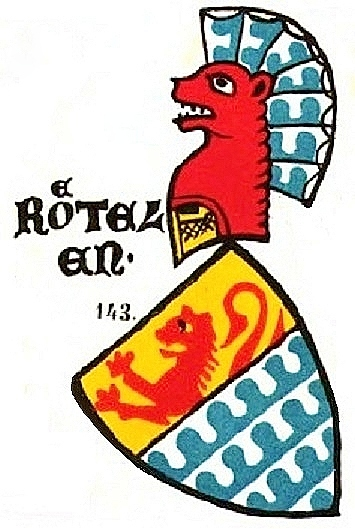
Чотири ряди хмарного хутра